# هیوگا، میازاکی
هیوگا شهری است در کشور ژاپن. این شهر در استان میازاکی و در جزیره کیوشو قرار گرفته است.
جمعیت این شهر در سال ۲۰۰۸ میلادی برابر ۶۸۰۰۰ نفر برآورد شده است .